# هریرد
هریرد (به انگلیسی: Herriard) یک روستا و محله مدنی در بریتانیا است که در Basingstoke and Deane واقع شده‌است. هریرد ۲۵۳ نفر جمعیت دارد.